# ダフニス (衛星)
ダフニス (Saturn XXXV Daphnis) は、土星の第35衛星である。土星の環のA環にあるキーラーの空隙の中を公転している。羊飼い衛星の一つであり、環の粒子に影響を与えてキーラーの空隙を形作っている。

## 発見
ダフニスが発見されるより前に、キーラーの空隙の外縁部に重力的に引き起こされた波状の構造から、衛星の位置が示唆されていた。
土星探査機カッシーニが2005年5月1日に撮影した6枚の写真の中から、惑星科学者キャロリン・ポルコ率いるカッシーニ調査科学チームによって5月6日にダフニスが発見された。

## 名称
発見された当初は、S/2005 S 1 という仮符号が与えられた。正式に「ダフニス」と命名されたのは2006年7月17日である。その名はギリシア神話のヘルメースの息子であり、美少年の笛吹きダプニスに由来する。ダプニスは羊飼い、パイプ奏者、牧歌的な詩人であり、この衛星が羊飼い衛星としての役割を持つことになぞらえている。また同じくA環の中を公転する羊飼い衛星のパンの由来となったパーンとは兄弟である。また、命名と同時に Saturn XXXV という確定番号も与えられた。

## 軌道
土星からの平均距離は 136,505 km であり、A環のキーラーの空隙の中に軌道を持っている。
ダフニスの軌道傾斜角と軌道離心率は非常に小さいが、0ではない値を持つ。両方とも、特に軌道傾斜角に関しては、同じ羊飼い衛星でエンケの間隙内に存在するパンよりも著しく大きな値を持つ。軌道離心率があることにより軌道を一周する間に土星との距離はおよそ 9 km 変化し、また軌道傾斜角により 17 km ほど上下することになる。

## 土星の環への影響

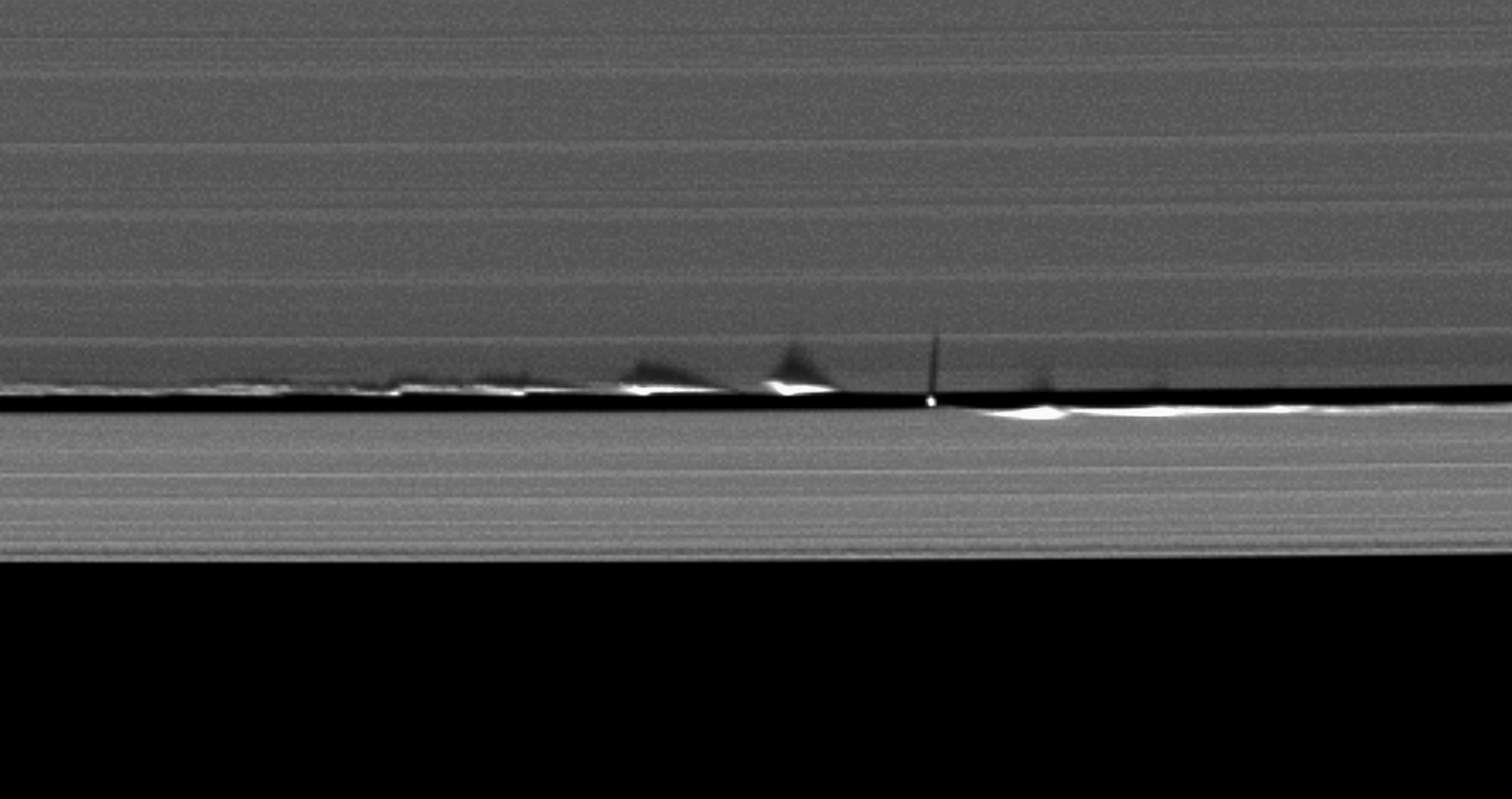
ダフニスがA環に立てた波はダフニスが軌道傾斜角を持つため垂直方向に盛り上がっており、そのため土星が春分点・秋分点に近い位置にいる時は環に影を落とす。

ダフニスは土星の環にキーラーの空隙を形成しており、その幅はおよそ 42 km である。ダフニスが通過する度に空隙の縁は重力の影響を受けてさざなみが立ったような特徴を示す。空隙の両縁では公転速度が異なるため、空隙の内側で立った波はダフニスの公転に先行する方向に進み、逆に外側で立った波は公転から遅れる方向に進む。これが上や右の写真で見られる左右方向に延びた波の成因である。
ダフニスがわずかに軌道傾斜角を持っている影響で、空隙の両縁に立つ波は環の平面に対して垂直成分を持つ。これは環の平面から 1500 m ほどの高さに到達する。

## 物理的特徴
2017年1月18日にダフニスは十分に近距離から撮影され、その形状が明らかになった。衛星はほとんどが滑らかな表面に覆われた不規則な形状をしており、クレーターは少なく、また赤道面にリッジ構造を持つことが判明した。